# Thectardis
Thectardis avalonensis is een driehoekig lid van de Ediacarische biota. Het dier leefde van 574 tot en met 565 miljoen jaar geleden. Het wordt door Sperling et al. gesuggereerd dat Thectardis een sponsachtige was. Antcliffe et al. suggereren dat het resten zijn van Rangeomorpha.